# Hesher (film)
Hesher to zrealizowany w 2010 roku film dramatyczny wyreżyserowany przez Spencera Sussera, który napisał także scenariusz. W filmie wystąpili tacy aktorzy, jak Joseph Gordon-Levitt, Natalie Portman i Rainn Wilson. Po raz pierwszy film został zaprezentowany 22 stycznia 2010 roku na Sundance Film Festival. Premiera filmu miała miejsce 13 maja 2011 roku.

## Fabuła
T.J. jest trzynastoletnim chłopcem, którego matka nagle ginie w wypadku samochodowym. Zarówno on, jak i jego ojciec Paul są zdruzgotani tym wydarzeniem i przeprowadzają się do babci T.J.'a. Pewnego dnia wracając do domu ze szkoły, T.J. spotyka Heshera - dwudziestokilkuletniego mężczyznę, który jest samotnikiem, nienawidzącym świata i wszystkich którzy w nim żyją, o długich tłustych włosach, mającym domowej roboty tatuaże, który dużo pali i mieszka w swoim vanie. Staje się on zarówno mentorem jak i prześladowcą chłopaka oraz wciąga go w kłopoty, których ten, wcześniej, nawet nie umiał sobie wyobrazić. Jednak prawdziwe problemy zaczną się, dopiero gdy chłopcy spotykają Nicole. T.J. zacznie się w niej podkochiwać, lecz jego fantazje legną w gruzach za sprawą Heshera.

## Obsada
- Joseph Gordon-Levitt jako Hesher
- Natalie Portman jako Nicole
- Rainn Wilson jako Paul Forney
- Devin Brochu jako T.J. Forney
- Piper Laurie jako Madeleine Forney

## Odbiór filmu
Hesher otrzymał bardzo mieszane opinie. Peter Travers z magazynu Rolling Stone pochwalił film oraz grę Gordona-Levitta, jednakże inni krytycy, jak choćby Robert Ebert nie byli już tak przychylni.

## Powiązania z Metalliką
W ścieżce dźwiękowej do filmu użyte zostało pięć utworów amerykańskiej grupy thrash metalowej Metallica. Są to The Shortest Straw, Fight Fire With Fire, Anesthesia (Pulling Teeth), Battery oraz Motorbreath. Odtwórca roli tytułowej, Joseph Gordon-Levitt, przyznał w jednym z wywiadów, iż postać Heshera była w dużej mierze wzorowana na Cliffie Burtonie, tragicznie zmarłym basiście Metalliki.